# سفیدماهی بایکال
سفیدماهی بایکال (نام علمی: Coregonus baicalensis) نام یک گونه از فراراستهُ آزادماهی‌واران است.